# Herbert Grevenius
Gustaf Vilhelm Herbert Grevenius, född 7 oktober 1901 i Adolf Fredriks församling, Stockholm, död 9 december 1993 i Kungsholms församling, Stockholm, var en svensk dramatiker, manusförfattare och journalist.

## Biografi
Grevenius kom från ett arbetarhem. Han tjänstgjorde som bankman 1920–1921 och 1923 samtidigt som han studerade vid Stockholms högskola 1922–1925. 1924 blev han medarbetare i Stockholms Dagblad, 1925 litteraturkritiker där och 1931 teaterkritiker. Då Stockholms Dagblad slogs samman med Stockholmstidningen gick han över dit, och var fram till 1945 dess kulturredaktör, men stannade fram till 1950 som teaterkritiker. Grevenius skrev även under signaturen Paul Block om film i Bonniers veckotidning  1927–1929, i Vecko-Journalen 1929–1930 och i Ord och Bild 1939–1941. 1935–1937 var han litterär medarbetare vid Göteborgs stadsteater. 1945 blev Grevenius teaterkrönikör i Sveriges Radio.
Grevenius var blev teaterchef vid Radioteatern i Sveriges Radio 1950–1957. Han var anställd som dramaturg vid Dramaten 1966–1971 och från 1979.
Grevenius debuterade som dramatiker 1927 med Sonja, en äktenskapskonflikt i arbetarmiljö. Pjäsen, som filmatiserades 1943 (se Sonja), räknas fortfarande som ett av hans främsta dramatiska arbeten vid sidan av Tåg 56 (1936) (filmad 1943, se Tåg 56) och Krigsmans erinran (1947).  Ett annat viktigt verk var Den första Bernadotte, uppförd 1932.
Herbert Grevenius är gravsatt på Katolska kyrkogården  i Stockholm.

## Priser och utmärkelser
- 1982 – Svenska Akademiens teaterpris
- 1984 – Litteris et Artibus
- 1984 – Teaterförbundets guldmedalj för "utomordentlig konstnärlig gärning"

## Filmmanus
- 1946 – Det regnar på vår kärlek
- 1947 – Krigsmans erinran
- 1948 – Främmande hamn
- 1949 – Törst
- 1950 – Sånt händer inte här
- 1951 – Frånskild
- 1952 – Ubåt 39
- 1952 – Hon kom som en vind
- 1953 – Vi tre debutera
- 1954 – Café Lunchrasten
- 1956 – Flickan i frack
- 1956 – Litet bo
- 1962 – Fru Warrens yrke (TV-teater)
- 1966 – Hemsöborna (TV-serie)
- 1970 – Röda rummet (TV-serie)
- 1971 – I havsbandet